# Асоціація управління даними
Міжнародна Асоціація Управління Даними (DAMA International), раніше відома як Асоціація управління адмініструванням даних (Data Administration Management Association),  є глобальною неприбутковою організацією, метою якої є просувати концепції та методи управління інформацією та даними .   Вона описує себе як незалежну від постачальників, повністю волонтерську організацію  і має членство, що складається з технічних і бізнес-професіоналів. Її міжнародна філія називається DAMA International (або DAMA-I ), DAMA International також має більше ніж 80 локальних філій в різних країнах світу.

## Історія
Міжнародна асоціація управління даними була заснована в 1980 році в Лос-Анджелесі. Іншими ранніми відділеннями були: Сан-Франциско, Портленд, Сіетл, Міннеаполіс, Нью-Йорк і Вашингтон, округ Колумбія.

## Звід знань управління даними
DAMA опублікувала Звід знань з управління даними (DMBOK), який містить пропозиції щодо найкращих практик і пропозиції спільної мови для управління корпоративними даними . Перше видання (DAMA-DMBOK) було опубліковано 1 листопада 2009 року  , друге видання (DAMA-DMBOK2) - 1 липня 2017 року. 
Автори описують DMBOK як «еквівалент» Зводу знань про управління проєктами (PMBOK) і Зводу знань з бізнес-аналізу (BABOK).  Він охоплює такі теми, як архітектура даних, безпека, якість, моделювання, управління,  великі дані, наука про дані тощо. 

## Сертифікація
DAMA International також надає професійну сертифікацію з управління даними для осіб, відому як Cертифікований професіонал з управління даними (CDMP),  яка базується на DMBOK як навчальному посібнику.  Це приклад однієї з багатьох конкуруючих сертифікацій для фахівців з управління даними. 

## Дивіться також
- Управління даними

## Зовнішні посилання
- ДАМА ІНТЕРНЕШНЛ
- ДАМА Україна Київ